# Памятник Ивану Ткаченко
Памятник Ткаченко — находится в Ленинском районе Донецка, на площади Металлургов. К площади ведёт улица, названная именем Ткаченко.
Иван Филиппович Ткаченко — Герой Советского Союза. Родился в Юзовке. Работал слесарем на Донецком металлургическом заводе с 1933 по 1940 год.
Памятник был установлен по ходатайству рабочих Донецкого металлургического завода в память о бывшем рабочем завода. Открытие памятника состоялось 17 июля 1980 года. Авторы памятника: скульпторы — Л. П. Казанская и Н. А. Баранов, архитектор — Н. М. Поддубный.
Памятник представляет собой фигуру Ивана Филипповича Ткаченко в полный рост, одетого в военную форму. В правой руке он держит бинокль, у левого бедра планшет.

Постамент облицован серым гранитом. На постаменте надпись: 
ГЕРОЙ СОВЕТСКОГО СОЮЗА
ТКАЧЕНКО
ИВАН ФИЛИППОВИЧ
Находится на балансе коммунального предприятия «Ритуальная служба Донецка». Памятник из-за близости к донецкому металлургическому заводу ежеквартально моется специальными средствами.